# Les Horribles Cernettes
Les Horribles Cernettes (fonetisch uitgesproken als: [lezɔʁiblə sɛːʁˈnɛt], letterlijke vertaling uit het Frans: De verschrikkelijke CERN-meiden) was een alleen uit vrouwen bestaande parodie-popgroep die optrad bij evenementen rondom CERN en hoge-energiefysica. Ze noemden zichzelf ook wel "the one and only High Energy Rock Band". Hun muzikale stijl werd vaak omschreven als doo wop. 
De initialen van hun naam, LHC, zijn dezelfde als die van de Large Hadron Collider.
Les Horribles Cernettes was in 1992 de eerste band ter wereld met een website. Een afbeelding van de band was de eerste foto die op het web werd gezet, door hun collega Tim Berners-Lee.